# Блумау-Нойрисхоф
Блумау-Нойрисхоф (нем. Blumau-Neurißhof) — коммуна (нем. Gemeinde) в Австрии, в федеральной земле Нижняя Австрия. 
Входит в состав округа Баден.  Население составляет 1714 человек (на 31 декабря 2005 года). Занимает площадь 4,32 км². 

## Политическая ситуация
Бургомистр коммуны — Гернот Пауэр (PUL) по результатам выборов 2005 года.
Совет представителей коммуны (нем. Gemeinderat) состоит из 19 мест.
- Партия PUL занимает 11 мест.
- СДПА занимает 4 места.
- АНП занимает 3 места.
- Партия BGL занимает 1 место.